# Paradosso dei gemelli

Diagramma del paradosso dei gemelli

Il paradosso dei gemelli è un esperimento mentale che sembra rivelare una contraddizione insita nella teoria della relatività ristretta. L'analisi corretta mostra però che non vi è alcuna contraddizione.

## Storia
Principale sostenitore della questione fu Herbert Dingle, un fisico e filosofo inglese, il quale intendeva provare la non validità della teoria einsteniana. Pur avendo ricevuto numerose confutazioni logiche da Einstein e Born, egli continuò a scrivere ai giornali, e quando questi ultimi cominciarono a rifiutare le pubblicazioni, parlò di un complotto ai suoi danni.
Risolvendo il paradosso dei gemelli, Einstein ammise la possibilità teorica di un viaggio nel futuro, fermo restando l'impossibilità di superare la velocità della luce. La prima costruzione teorica per la quale risultava possibile un viaggio nel passato fu elaborata più tardi dallo stesso Einstein insieme a Nathan Rosen.

## Enunciato del paradosso
Consideriamo un'astronave che parta dalla Terra nell'anno 3000; che mantenendo una velocità costante v raggiunga la stella Wolf 359, distante 7,78 anni luce dal nostro pianeta; e che appena arrivata, inverta la rotta e ritorni sulla Terra, sempre a velocità v. Di una coppia di fratelli gemelli, l'uno salga sull'astronave, mentre l'altro rimanga a terra.
Volutamente, nei calcoli trascuriamo per semplicità l'accelerazione e la decelerazione della navetta, anche se, per portarsi a velocità relativistiche in tempi brevi, occorrerebbero accelerazioni insostenibili per l'uomo e per la nave.
Supponiamo che v sia di 240.000 km/s, cioè v = 0,8 c. Per questa velocità si ha:
per cui, secondo la teoria della relatività ristretta, nel sistema in movimento il tempo scorre al 60% del tempo nel sistema in quiete. Quindi:
- Nel sistema di riferimento della Terra l'astronave percorre 8 anni luce in 10 anni, sia durante il viaggio di andata, che durante il viaggio di ritorno: essa quindi arriva nell'anno terrestre 3020. Sull'astronave, però, il tempo scorre al 60% rispetto alla Terra, quindi l'orologio dell'astronauta avanza di 6 anni all'andata e altrettanti durante il ritorno: all'arrivo il calendario dell'astronave segna l'anno 3012. Il fratello rimasto sulla Terra è perciò, dopo il viaggio, otto anni più vecchio del suo gemello.
- Nei sistemi di riferimento dell'astronave (andata e ritorno), dove l'astronave è ferma ed è il sistema Terra-stella a muoversi a 0,8 c, per effetto della contrazione relativistica delle lunghezze la distanza fra la Terra e Wolf 359 si accorcia al 60%, misura cioè 4,8 anni luce: a 0,8 c questa distanza viene percorsa da Wolf in 6 anni durante la 'andata' (in cui Wolf si avvicina all'astronave) e dalla Terra in 6 anni durante il 'ritorno' (in cui la Terra si avvicina all'astronave), per un totale di 12 anni di viaggio, coerentemente con quanto calcolato nel sistema di riferimento della Terra.

Ma, per chi immagina l'esperienza dei due gemelli esattamente equivalente, adesso si chiede perché non sia l'orologio della Terra a muoversi al 60% del tempo dell'astronave visto che il sistema Terra appare muoversi a 0,8 c vedendolo dall'interno dell'astronave. Se così fosse, quando l'astronave fa ritorno sulla Terra, dovrebbero essere trascorsi solo 7,2 anni (60% di 12 anni) e quindi non dovrebbe essere l'anno 3020, ma il 3007,2 e il fratello a bordo dell'astronave dovrebbe essere 4,8 anni più vecchio del gemello sedentario. Il paradosso sta quindi nel fatto che a dipendere semplicemente dal sistema di riferimento che consideriamo, uno dei due gemelli si trova in un caso più giovane, e in un altro più vecchio dell'altro gemello. Ne segue che ammettere come corretto un sistema di riferimento implica che l'altro sia scorretto.
La chiave di volta nella soluzione di questo paradosso e in generale dei casi in cui la simmetria del problema fa sorgere il dubbio su chi sia più "vecchio" sta nel riformulare questa domanda nel modo corretto.
Dati due punti nello spazio-tempo, per esempio:
- 1) sull'astronave il "gemello avvia la fase di ritorno" in quello che per lui è l'inizio del 3006;
- 2) sulla terra il "gemello festeggia il 3010".

Allora è ovvio sapere chi sia più vecchio, in questo caso è banalmente il terrestre a essere più vecchio di 4 anni. I punti dello spazio-tempo sono classici eventi fisici, non c'è nessuna stranezza in questo. L'aspetto più indigesto nella relatività non è il fatto che il tempo scorra diversamente o che lo spazio si comprima ma piuttosto la frantumazione del concetto di simultaneità. Dall'esempio precedente è evidente chi sia più vecchio nei due eventi selezionati, mentre è impossibile dire chi tra i due gemelli sia più vecchio in "un dato momento" o "in assoluto" semplicemente perché la domanda non ha senso, la relatività ci insegna che occorre indicare un sistema inerziale a cui far riferimento. Ogni sistema infatti considererà sincroni punti dello spazio-tempo differenti, e quindi età differenti dei due fratelli, ma nessuno di essi può considerarsi privilegiato rispetto agli altri ed è per questo che non è possibile definire univocamente chi sia più vecchio in assoluto!

## Soluzione nella relatività speciale

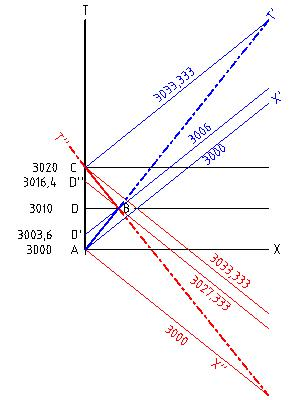
Diagramma di Minkowski

L'apparente contraddizione si risolve osservando che, mentre quello della Terra è un sistema di riferimento inerziale, l'astronave, in prossimità della stella, subisce una decelerazione-accelerazione per poter invertire la rotta, perciò andata e ritorno appartengono a due sistemi di riferimento inerziali diversi tra loro.
Si devono quindi considerare tre sistemi di riferimento inerziali: quello della Terra, quello dell'astronave nel viaggio di andata, che si muove rispetto alla Terra a velocità v, e quello dell'astronave nel viaggio di ritorno, che si muove rispetto alla Terra a velocità -v (cioè v nella direzione opposta). Trascuriamo i tempi di accelerazione/decelerazione, che per velocità così elevate sarebbero comunque significativi.
Nella figura è tracciato il diagramma di Minkowski per questi tre sistemi di riferimento (disegnati rispettivamente in nero, blu e rosso). I tre eventi indicati con le lettere A, B, C sono rispettivamente:
- la partenza dell'astronave dalla Terra
- l'arrivo dell'astronave a Wolf 359 e sua ripartenza
- il ritorno dell'astronave sulla Terra

I tre sistemi di riferimento non sono in accordo su quale sia, sulla Terra, l'evento simultaneo all'evento B. Nel sistema di riferimento della Terra esso è l'evento D, cioè il momento in cui gli orologi terrestri segnano l'anno 3010. Nel sistema del viaggio d'andata è l'evento D', cioè il momento in cui gli orologi terrestri segnano l'anno 3003,6. Nel sistema del viaggio di ritorno è l'evento D'’, cioè il momento in cui gli orologi terrestri segnano l'anno 3016,4 (relatività della simultaneità). Durante il viaggio, mentre l'astronave è in moto relativo, il gemello astronauta può ritenersi fermo e considerare la Terra in moto a 0,8 c oppure a -0,8 c. In entrambi i casi gli orologi terrestri devono essere rallentati del relativo valore gamma, e per avanzare di 20 anni ne devono trascorrere (20/0,6)=33,3.

### Analisi dettagliata

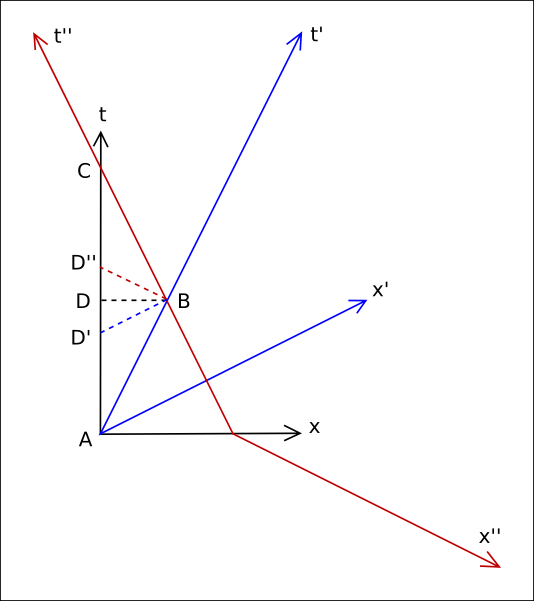
Diagramma di Minkowski

Indicando con x, t le coordinate spaziale e temporale nel sistema di riferimento della Terra; con x’, t’ quelle nel sistema di riferimento dell'astronave nel viaggio di andata; e con x'’, t'’ quelle nel viaggio di ritorno, valgono le trasformazioni di Lorentz:
dove il termine {\displaystyle x_{0}} appare nelle equazioni (3) e (4) in quanto i due sistemi di riferimento non hanno la stessa origine. Usando l'anno come unità di tempo e l'anno luce come unità di lunghezza, le costanti numeriche hanno i seguenti valori: v = 0,8, c = 1, {\displaystyle x_{0}} = 16 (quest'ultimo valore è scelto in modo da avere x'’ = 0 per l'astronave nel viaggio di ritorno).
Nel sistema di riferimento della Terra, le coordinate (x, t) degli eventi A, B, C, D sono rispettivamente: (0, 0), (8, 10), (0, 20), (0, 10). Le coordinate dell'evento D' si possono calcolare in quanto detto evento avviene sulla Terra, per cui x=0, e simultaneamente a B nel sistema di riferimento del viaggio di andata, per cui t’=6: sostituendo tali valori nell'equazione (2) si ottiene t=3,6. Analogamente, le coordinate di D'’ si ottengono imponendo x=0 e t'’=6: dall'equazione (4) si ricava t=16,4.
Gli intervalli di tempo tra questi eventi, secondo l'orologio della Terra, sono quindi i seguenti: A-D' = 3,6 anni, D'-D = 6,4 anni, D-D'’ = 6,4 anni, D'’-C = 3,6 anni (totale 20 anni).
Ora, applicando le trasformazioni (1) e (2), possiamo calcolare le coordinate di questi eventi nel sistema di riferimento dell'andata:
A = (0, 0), B = (0, 6), C = (-26,6667, 33,3333), D = (-13,3333, 16,6667), D' = (-4,8, 6), D'’ = (-21,8667, 27,3333). Come si può vedere, in questo sistema di riferimento D non è simultaneo a B, mentre lo è D'.
Gli intervalli di tempo sono quindi: A-D' = 6 anni, D'-D = 10,6667 anni, D-D'’ = 10,6667 anni, D'’-C = 6 anni (totale 33,3333 anni). Ma l'orologio sulla Terra, in questo sistema di riferimento, va al 60% del tempo sull'astronave. Esso quindi misura: A-D' = 3,6 anni, D'-D = 6,4 anni, D-D'’ = 6,4 anni, D'’-C = 3,6 anni (totale 20 anni), esattamente come si era calcolato in precedenza.
Allo stesso modo, applicando le trasformazioni (3) e (4), le coordinate nel sistema di riferimento del ritorno sono: A = (-26,6667; -21,3333), B = (0, 6), C = (0; 12), D = (-13,3333; -4,6667), D' = (-21,8667; -15,3333), D'’ = (-4,8; 6). Gli intervalli di tempo sono: A-D' = 6 anni, D'-D = 10,6667 anni, D-D'’ = 10,6667 anni, D'’-C = 6 anni (totale 33,3333 anni); e secondo l'orologio sulla Terra: A-D' = 3,6 anni, D'-D = 6,4 anni, D-D'’ = 6,4 anni, D'’-C = 3,6 anni (totale 20 anni).
In tutti e tre i sistemi di riferimento, quindi, si ottiene lo stesso risultato: durante il viaggio, sulla Terra trascorrono 20 anni.

### Cosa vede l'astronauta
Alcuni, per spiegare il paradosso dei gemelli, sostengono che per l'astronauta, nel viaggio di andata, l'orologio della Terra va più lentamente, ma nel viaggio di ritorno va più velocemente, e in questo modo "recupera" il tempo perso e si avvantaggia. Questo è vero soltanto da un certo punto di vista.
Come spiegato sopra, sia nel viaggio di andata che in quello di ritorno l'astronauta calcola che l'orologio della Terra va al 60% del tempo del suo. Tuttavia, quello che l'astronauta calcola è differente da quello che vede. Nel secondo caso occorre considerare anche il tragitto che la luce compie dalla Terra all'astronave.
Quando l'astronauta raggiunge Wolf 359, per il suo orologio sono trascorsi 6 anni ed egli calcola che sulla Terra siano trascorsi 3,6 anni; ma in quel momento egli viene raggiunto dalla luce partita dalla Terra solo due anni dopo di lui, secondo l'orologio della Terra, o 1,2 anni dopo secondo il suo (infatti, nel sistema di riferimento della Terra, l'astronave impiega 10 anni per percorrere 8 anni luce, mentre la luce ne impiega 8; nel sistema dell'astronauta la distanza si contrae a 4,8 anni luce, e i tempi si riducono in proporzione). Perciò l'astronauta vede l'orologio sulla Terra andare non al 60% del suo, ma 3 volte più lento, cioè al 33,3333%.
Questo ulteriore rallentamento non è un effetto relativistico, ma lo si osserverebbe anche se valesse la sola fisica classica (seppur la sua entità risulterebbe diversa). Per una trattazione di questo fenomeno si veda l'articolo effetto Doppler relativistico.
Nel viaggio di ritorno, l'astronauta va incontro alla luce proveniente dalla Terra, invece di allontanarsene: l'effetto è quindi opposto, per cui egli vede l'orologio della Terra andare più rapido. Precisamente, nei 6 anni (secondo il suo orologio) del viaggio di ritorno, egli vede trascorrere 18 anni sulla Terra (dal 3002 al 3020), per cui vede l'orologio della Terra andare 3 volte più rapido del suo. In questo senso, l'affermazione riportata sopra è vera.
Allo stesso modo, l'osservatore sulla Terra vede l'orologio sull'astronave andare 3 volte più lento del suo nel viaggio di andata, e 3 volte più veloce nel viaggio di ritorno; ma al contrario dell'astronauta, egli vede il viaggio di andata durare 18 anni e quello di ritorno solo 2 (in entrambi i casi l'orologio dell'astronave misura 6 anni), perché la luce emessa da Wolf 359 nell'anno 3010 raggiunge la Terra soltanto nel 3018.

### L’esperienza del gemello astronauta
Come detto precedentemente, nell’esempio del viaggio interstellare verso Wolf 359, utilizzando come unità di misura del tempo l'anno, e come unità di misura delle distanze l'anno luce,  essendo c=1 v=0,8 γ=1/0,6, le trasformazioni di Lorentz si semplificano come segue:
Viaggio di Andata (sistema di riferimento o’):
{\displaystyle t'={\frac {1}{0,6}}(t-0,8x)} (1)
{\displaystyle x'={{\frac {1}{0,6}}(x-0,8t)}} (2)
Viaggio di ritorno (sistema di riferimento o’’):
{\displaystyle t''={\frac {1}{0,6}}(t+0,8(x-16))} (3)
{\displaystyle x''={{\frac {1}{0,6}}(x-16+0,8t)}} (4)
Con un po' di fantasia e al solo scopo esemplificativo, proviamo ora a metterci nei panni del gemello astronauta e descriviamo quali potrebbero essere le sue osservazioni durante il viaggio interstellare.
Siamo nell’anno 3000 d.c. , il progresso scientifico ha fatto passi da gigante tanto da permettere viaggi al di fuori del sistema solare ed invenzioni strabilianti consentono di superare i limiti che imponeva la fisica classica.
Ipotizziamo sia stato inventato il telefono quantistico, che sfruttando l’effetto dell’ entanglement consente comunicazioni istantanee anche a distanze siderali.
Il viaggio interstellare verso la stella Wolf 359, distante 8 anni luce dalla Terra, è stato pianificato il 1/1/3000, giorno del compleanno dei gemelli.
Sulla Terra i due fratelli festeggiano insieme il loro ventesimo compleanno e, il giorno stesso, il gemello astronauta parte con l’astronave in direzione di Wolf 359. La velocità di crociera prevista è di 0,8 c, per una durata del viaggio di andata di 10 anni terrestri.
Alla fine della fase di accelerazione, che ipotizziamo relativamente breve, il gemello astronauta nota che la stella di destinazione si è “avvicinata” a 4,8 a.l. per effetto della contrazione relativistica delle distanze.
A questo punto calcola, non senza una certa soddisfazione, che arriverà a destinazione non dopo 10 anni, ma quando saranno trascorsi soli 6 anni nel sistema di riferimento o’ dell’astronave.
Nel frattempo nota che lo scorrere del tempo sulla Terra gli appare rallentato e l’orologio del suo gemello,  che è rimasto sulla Terra, sta rimanendo indietro rispetto al suo.
L'astronauta, applicando le trasformazioni di Lorentz calcola che se vorrà fare gli auguri per il 21º compleanno a suo fratello dovrà chiamarlo col telefono quantistico quando sull’astronave saranno passati 1,66 anni, in modo che sulla Terra sia passato esattamente 1 anno. Infatti sostituendo nella (1) x=0 t=1 si ottiene t’=1,66.
Ma anche il gemello sulla Terra vede a sua volta l’orologio dell’astronave rallentare rispetto al suo e, facendo esattamente gli stessi calcoli, ottiene il risultato simmetrico che l’astronauta compirà gli anni quando sulla Terra saranno passati 1,66 anni.
Quando sull’astronave è trascorso un anno e il gemello astronauta si appresta a festeggiare il suo compleanno, ecco che si presenta una situazione surreale:
Mentre il gemello astronauta si accinge a spegnere le candeline della torta di compleanno, riceve la telefonata dal suo gemello sulla Terra che gli fa gli auguri e si potrebbe assistere al dialogo seguente:
“Tanti auguri per il tuo 21º compleanno! “dice il gemello terrestre.
“Grazie, io invece ti farò gli auguri fra 7 mesi quando li compirai tu” risponde il gemello astronauta.
Ma a questo punto il gemello terrestre potrebbe rispondere: “Veramente ho già compiuto 21 anni 7 mesi fa!”
In altre parole i due gemelli durante il viaggio di andata non concordano su chi sia il più vecchio. Ognuno dei due pensa di essere il più vecchio. E questo in perfetto accordo con la teoria della relatività secondo cui non è possibile stabilire quale dei due sistemi inerziali sia in movimento e quale sia stazionario e tanto meno quale dei due gemelli sia il più vecchio.
In questo modo il concetto di contemporaneità a cui siamo abituati viene sconvolto, e i due gemelli non possono più festeggiare insieme il compleanno.
La scena si ripete ogni anno fino a quando l’astronauta raggiunge l’orbita intorno a Wolf 359.
Poco prima di iniziare la manovra di inversione di marcia compiendo una mezza orbita attorno alla stella, l’astronauta ha appena compiuto 26 anni, mentre calcola che sulla Terra il suo gemello abbia solo 23,6 anni. Infatti dalla (1) se t’=6 e x=0 ne segue che t=3,6
Durante la suddetta manovra non valgono le trasformazioni di Lorentz in quanto l’astronave dovrà decelerare curvare e accelerare in direzione opposta e non può essere considerata un sistema di riferimento inerziale, tuttavia, qualunque cosa accada in questa fase, alla fine di essa, l’astronave si ritrova su un nuovo sistema inerziale o’’ diretto verso la Terra a velocità costante 0,8c.
A questo punto, l’astronauta verifica con stupore che durante la manovra di inversione di marcia, sulla Terra il suo gemello è improvvisamente invecchiato ed ha ora 36,4 anni, mentre lui ne ha ancora 26 o poco più. Infatti ponendo nella (3) t’’=6 e x=0 si ottiene t=16,4)
È in questa fase di passaggio tra o’ e o’’ che si inserisce l'asimmetria tra i due osservatori.
Infine, durante il viaggio di ritorno, che sull’astronave dura altri 6 anni, il gemello astronauta nota ancora che sulla terra il tempo scorre più lentamente rispetto al suo di un fattore 0,6, per il fatto di andare incontro ai fotoni emessi dalla terra e, quando finalmente ritorna sul pianeta Terra, lui ha 32 anni (26+6) mentre il suo gemello “stazionario” ne ha 40 (36,4+3,6).
Il gemello viaggiatore risulta quindi effettivamente 8 anni più giovane di quello rimasto sulla Terra.